# Ильяву
Ильяву (порт. Ílhavo; ['iʎɐvu]) — город в Португалии, центр одноимённого муниципалитета в составе округа Авейру. Находится в составе крупной городской агломерации Большое Авейру. По старому административному делению входил в провинцию Бейра-Литорал. Входит в экономико-статистический субрегион Байшу-Воуга, который входит в Центральный регион. Численность населения — 17 тыс. жителей (город), 40,3 тыс. жителей (муниципалитет). Занимает площадь 75,05 км².
Покровителем города считается Иисус Христос.

## Расположение
Город расположен в 5 км на юг от адм.центра округа города Авейру.
Муниципалитет граничит:
- на севере — муниципалитет Авейру
- на северо-востоке — муниципалитет Авейру
- на юге — муниципалитет Вагуш

## История
Город основан в 1296 году

## Население
| Численность населения муниципалитета по годам | Численность населения муниципалитета по годам | Численность населения муниципалитета по годам | Численность населения муниципалитета по годам | Численность населения муниципалитета по годам | Численность населения муниципалитета по годам | Численность населения муниципалитета по годам | Численность населения муниципалитета по годам | Численность населения муниципалитета по годам |
| --------------------------------------------- | --------------------------------------------- | --------------------------------------------- | --------------------------------------------- | --------------------------------------------- | --------------------------------------------- | --------------------------------------------- | --------------------------------------------- | --------------------------------------------- |
| 1801                                          | 1849                                          | 1900                                          | 1930                                          | 1960                                          | 1981                                          | 1991                                          | 2001                                          | 2004                                          |
| 5436                                          | 6797                                          | 13 163                                        | 17 709                                        | 25 108                                        | 31 383                                        | 33 235                                        | 37 209                                        | 39 247                                        |

## Состав муниципалитета
В муниципалитет входят следующие районы:
1. Гафанья-да-Энкарнасан
2. Гафанья-да-Назарэ
3. Гафанья-ду-Карму
4. Ильяву